# Saint-Féliu-d'Amont
Saint-Féliu-d'Amont (în catalană Sant Feliu d'Amunt) este o comună în departamentul Pyrénées-Orientales din sudul Franței. În 2009 avea o populație de 741 de locuitori.

## Evoluția populației
| An        | 1975 | 1982 | 1990 | 1999 | 2006 | 2009 |
| --------- | ---- | ---- | ---- | ---- | ---- | ---- |
| Populație | 413  | 502  | 556  | 654  | 718  | 741  |